# 벳푸역
벳푸역(일본어: 別府駅:べっぷえき 벳푸에키[*])은 오이타현 벳푸시 에키마에 정에 있는 큐슈여객철도(JR큐슈) 닛포 본선의 역이다. 사무관 코드는 ▲920523이다.

## 개요
벳푸 온천으로서 전국적으로 알고 있는 벳푸시의 대표역으로, 전 열차가 정차한다. 특급 니치린의 일부와, 규슈 횡단특급이 이 역 시발·종착으로 운전하고 있다. 예전에는 유후, 유후인노모리의 일부도 이 역까지 노선 연장되고 있지만, 오이타역의 고가화 사업에 수반해, 2008년 8월 24일부터 이 역 노선 연장은 중단되고 있다.
2003년 · 2004년엔 소닉과 니치린의 계통 분할이 행해졌던 시점에서는 니치린은 대부분의 열차가 당 역 시발·종착으로 운전되고 있지만, 현재는 대부분의 열차가 오이타 역 발착으로 변경되었기 때문에, '소닉'과 '니치린'의 환승역으로서의 기능은 축소되고 있다.

## 역 구조
섬식 승강장 2면 4선을 가진 고가역이다. 예전에는 유치선 2선이 두 섬식 승강장 사이에 설치되어 있었으며, 가메가와역까지 회송되는 일부 열차를 제외한 당역 발착 열차는 유치선에서 주박하기도 하였다. 현재는 유치선이 철거되어 2번 타는 곳과 3번 타는 곳의 거리가 멀다. 현재의 승강장은 닛포 본선의 무연화 이전에 완공되었으며, 당시에는 야간 열차도 많이 운행되었기 때문에, 2013년 대규모 개조 이전까지는 승강장에 세면대와 거울이 설치되어 있었다.
현재의 역사는 1966년의 고가화에 따른 2대째 역사이다. 몇 번의 리뉴얼 공사를 하였으며, 2005년 4월에 구내외와 북측 전문점가가 개장하여 현재의 모습이 되었다.
직영역으로, 발권 창구가 설치되어 있다. 다만, 남쪽 개찰구는 큐슈 여객철도의 자회사인 벳푸 스테이션 센터로 업무가 위탁 되어 있다. 자동 안내 방송이 도입되었다.

### 타는 곳
2018년 3월 기준이다.
| 타는곳 | 노선              | 방향              | 행선                            | 비고                                                                                |
| ------ | ----------------- | ----------------- | ------------------------------- | ----------------------------------------------------------------------------------- |
| 1      | ■닛포 본선        | 하행              | 오이타 • 사이키 • 미야자키 방면 | 특급 '소닉', '니치린', '니치린 시가이아' 포함                                       |
| 2      | ■닛포 본선        | 하행              | 오이타 • 사이키 • 미야자키 방면 | 보통열차만 발착                                                                     |
| 3      | ■규다이 본선 직통 | ■규다이 본선 직통 | 유후인 • 히타 방면              | 특급 '유후', '유후인노모리' 발착 (단, 하카타 방면에서의 직통열차는 1번 타는곳 발착) |
| 3      | ■호히 본선 직통   | ■호히 본선 직통   | 분고타케타 • 아소 방면          | 특급 '큐슈횡단특급' 발착                                                            |
| 3      | ■닛포 본선        | 상행              | 나카쓰 • 고쿠라 • 하카타 방면   | 보통열차만 발착                                                                     |
| 4      | ■닛포 본선        | 상행              | 나카쓰 • 고쿠라 • 하카타 방면   | 각종 특급열차 포함                                                                  |

### 상업 시설 등
역 내 고가 아래 중앙 개찰구에 관광안내소가 있다. 또한 상업 시설로서는, 남쪽에 남쪽 유명한 상점가 'BIIS 미나미칸 (핵심 점포 : 다이에 벳푸 점, 메이린도 서점 JR 벳푸 역점)', '벳푸 역 시장', 북쪽에 북쪽 유명한 상점가 'B-Passage (핵심 점포 : 야마다 전기 벳푸에키마에 점)'라 불리는 상점가가 있고, 식료품 가게나 의류 가게의 외에 토산물 가게나 애완동물 온천도 존재한다. 아직 남쪽 유명한 상점가에 대해서는, 남쪽 개찰구와 직결하고 있는 것 외에 구내와 접속하는 통로가 없기 때문에, 중앙 개찰 부근부터 남쪽 유명한 상점가로 이동하는 때에는 한 번 역 중앙 광장부터 구외로 나갈 필요가 있다. 또한, 야마다 전기 벳푸에키마에 점은 벳푸 역으로 접속하는 딴 건물이다. B-Passage내에는 훼미리마트도 있어, 24시간 이용할 수 있다.
상업 상의 B-Passage, 북쪽 유명한 상점가, BIIS 미나미칸 전문 상점가, 다이에 벳푸점, 역 시장 상점가, 역 빌딩 주차장 등은 규슈 여객철도의 자회사인 가메노이 버스도 출자하는 '벳푸 스테이션 센터'가 관리 · 운영하고 있어 (북쪽 역 빌딩 (야마다 전기, 주차장, 주륜장이 입구)만 규슈 여객철도의 직접 관리), 1967년의 개업 시에는 '일본 최초의 고가 아래 상점가'로도 불려졌다. 현재에도 영업 점포 수는 100점포 이상, 연 매장 면적은 1만m²를 넘고 있어, 최근의 몇 년은 주차장이나 주륜장도 증설·재정비 되고 있기 때문에 여러 쇼핑객들로 북적인다.

## 이용 현황
2006년도의 1일 평균 승차 인원은 5,527명이다(전년도 비+76명).
규슈 여객철도 관내의 역에는 이사하야역(5,533명)으로 뒤이어 제 30위, 오이타현내에는 오이타역으로 뒤이어 제 2위.
| 승차인원추이 | 승차인원추이 |
| 연도         | 1일 평균인수 |
| ------------ | ------------ |
| 2000         | 5,566        |
| 2001         | 5,548        |
| 2002         | 5,491        |
| 2003         | 5,461        |
| 2004         | 5,382        |
| 2005         | 5,451        |
| 2006         | 5,527        |

## 역 주변
역 주변은 벳푸 온천을 중심으로 수많은 온천 시설이 존재한다. 여관이나 호텔 등의 숙박 시설도 많다. 또한, 벳푸 시의 중심부에 각 행정 기관 등이 집중한다.

### 동쪽 입구

#### 숙박 시설
- 스기노이 호텔
- 벳푸 스테이션 호텔
- 호텔 뉴 쓰루타
- 호텔 L
- 호텔 린카이

#### 관광 시설
- 벳푸 온천
- 유후인 온천
- 벳푸 국제 관광항
- 구로가와 온천
- 오이타 마린팰리스 수족관
- 벳푸 타워
- 다케가와라 온천

#### 쇼핑 · 금융 및 그 외 기관
- 오이타 미라이 신용금고 본점
- 유메타운 벳푸
- 니시니혼 시티은행 오이타 지점
- 오이타 신용금고 벳푸 지점
- 메이지 야스다 생명보험 빌딩

### 서쪽 입구

#### 숙박 시설
- 후지요시 호텔
- 벳푸 다이이치 호텔
- 비지니스 호텔 스타

#### 관광 시설
- 벳푸 로프 웹
- 벳푸 공원

#### 쇼핑 · 금융 및 그 외 기관
- 벳푸 연금 사무소
- 벳푸 시 시민회관
- 벳푸 세무서
- 벳푸 간이 재판소
- 벳푸 시청
- 벳푸 시민 체육관
- 교토 대학 대학원 이학 연구료 부속 지구연학 연구 시설
- 일본 육상자위대 벳푸 지구 병원

## 역사
- 1911년 7월 16일 : 철도원이 개업.
- 1965년 9월 25일 : 벳푸 역 부근의 일부가 고가화.
- 1966년 8월 9일 : 벳푸 역 부근 고가화 공사 완공.
- 1966년 9월 15일 : 현 역사 개업. 당 역은 벳푸 민슈역으로 불리었다. 10월 1일에는 벳푸 스테이션 센터가 개업.
- 1987년 4월 1일 : 일본 국유철도 분할 민영화에 의해, 규슈 여객철도가 승계.
- 2005년 2월 25일 : 대규모 리뉴얼 공사 완공.
- 2010년 3월 13일 : 자동 개찰기가 설치 되었다.

## 인접 역
| 닛포 본선                | 닛포 본선   | 닛포 본선                    |
| ------------------------ | ----------- | ---------------------------- |
| 벳푸다이가쿠 고쿠라 방면 | ■ 닛포 본선 | 히가시벳푸 가고시마추오 방면 |